# Emma Nicholson
Emma Harriet Nicholson, baronessa Nicholson of Winterbourne (ur. 16 października 1941 w Oksfordzie) – brytyjska polityk, była posłanka do Izby Gmin, od 1999 do 2009 deputowana do Parlamentu Europejskiego, członkini Izby Lordów.

## Życiorys
Jej ojciec, Godfrey Nicholson, był członkiem parlamentu, uzyskał tytuł baroneta.
Emma Nicholson kształciła się w St Mary's School w Wantage, studiowała w Królewskiej Akademii Muzycznej. Pracowała jako programista komputerowy oraz analityk, w latach 1974–1985 była dyrektorem fundacji Save the Children.
W 1987 i 1992 uzyskiwała mandat posłanki do Izby Gmin. Początkowo działała w Partii Konserwatywnej, w 1995 przeszła do liberalnych demokratów. W 1997 została parem dożywotnim z tytułem baronessy Nicholson of Winterbourne, zasiadając tym samym w Izbie Lordów.
W 1999 i 2004 z listy Liberalnych Demokratów uzyskiwała mandat posłanki do Parlamentu Europejskiego. Była członkinią grupy ELDR (V kadencja) i następnie frakcji ALDE (VI kadencja). Pełniła m.in. funkcję wiceprzewodniczącej Komisji Spraw Zagranicznych (1999–2004), pracowała także w Podkomisji Praw Człowieka. W 2009 nie ubiegała się o reelekcję, powróciła następnie do wykonywania mandatu w Izbie Lordów.

## Wyróżnienia
- Tytuł doktora honoris causa Universitatea Creștină „Dimitrie Cantemir” w Bukareszcie (2006)[1]